# Bécsi vér
Bécsi vér (németül Wiener Blut) ifj. Johann Strauss operettje három felvonásban. Szövegkönyvét Victor Léon és Leo Stein írta. Adolf Müller a Strauss-keringők legjavából állított össze.
Ősbemutatójára 1899. október 26-án került sor Bécsben,  Strauss halála után.

## Szereplői
| Szereplő                          | Hangfekvés     |
| --------------------------------- | -------------- |
| Gabrielle Zeldau grófné           | szoprán        |
| Balduin Zedlau gróf               | tenor          |
| Franciska Cagliari                | szoprán        |
| Jozef                             | bariton        |
| Pepi Pleiniger                    | szoprán        |
| Ypsheim, Gindelbach herceg        | bariton        |
| Kugler, körhintás, Franciska apja | beszélő szerep |
| Bitowsky gróf                     | beszélő szerep |
| Anna                              | szubrett       |

## Cselekmény
- Helyszín: Bécs
- Idő: A bécsi kongresszus idején

### Első felvonás
- Helyszín: Zedlau villája Döblingben

### Második felvonás
- Helyszín: Metternich palotájában

### Harmadik felvonás
- Helyszín: Hietzing

## Operettslágerek
A 31 mű, amit Adolf Müller használt:
| mű                                                        | ősbemutató                                     | Strauss-Edition | „Bécsi vér“ (1899): felv., jelenet, német szöveg                                                                                          | zongorakivonat (August Cranz): oldál |
| --------------------------------------------------------- | ---------------------------------------------- | --------------- | --- | ------------------------------------ |
| An der schönen blauen Donau (W), op. 314                  | Dianabad-Saal 1867. február 15.                | Vol. 33         | III. Akt, Nr. 11: „Auf zum Tanz! Walzersang, ach dein Klang...“ (Ensemble)                                                                | 143-146                              |
| Auf zum Tanze! (P.s.), op. 436                            | Strauss-Palais 1888. március 3.                | Vol. 20         | III. Akt, Nr. 13: „Lockt Sie denn die Laube nicht?“ (Gräfin-Minister)                                                                     | 153                                  |
| Ballsträußchen (P.s.), op. 380 (Trio)                     | Sophienbadsaal 1878. február 19.               | Vol. 6          | II. Akt, Nr. 9: „Der Herr Graf - hast ihn denn gesehen? - Ich? Nein, nein!“ (Pepi-Josef)                                                  | 96                                   |
| Bei uns z'Haus (W), op. 361 (Walzer 1)                    | Neue Welt (Hietzing) 1873. augusztus 6.        | Vol. 1          | III. Akt, Nr. 12, Instrumental | 149-150                              |
| Bei uns z'Haus (W), op. 361 (Introduktion)                | Neue Welt (Hietzing) 1873. augusztus 6.        | Vol. 1          | III. Akt, Nr. 12, Instrumental | 147                                  |
| Bei uns z'Haus (W), op. 361 (Walzer 4)                    | Neue Welt (Hietzing) 1873. augusztus 6.        | Vol. 1          | III. Akt, Nr. 12: „Geht’s und verkauft’s mei G’wand“ (Volkssänger)                                                                        | 148, 149, 151                        |
| Deutscher Kriegermarsch, op. 284                          | Volksgarten 1864. február 28.                  | Vol. 7          | II. Akt, Nr. 10 (Auftritt der Comtessen): „Bei dem Wiener Congresse gibt die Wiener Comtesse“ (Damenchor)                                 | 103-108                              |
| Ein Herz, ein Sinn (P.M.), op. 323                        | Redoutensaal der Hofburg 1868. február 11.     | Vol. 20         | II. Akt, Nr. 9: „Geh’ schau, mein lieb’s Schatzerl“ (Josef-Pepi)                                                                          | 98-100                               |
| Fata morgana (P.M.), op. 330                              | Blumensäle der Gartenbau-Ges. 1869. február 1. | Vol. 20         | III. Akt, Nr. 13: „Hier sind die Lauben, hier sollt’ sie warten“ (Graf)                                                                   | 155                                  |
| Fest-Polonaise, op. 352                                   | Volksgarten 1871. szeptember 15.               | Vol. 17         | II. Akt, Nr. 6, Instrumental und: „Ach, wer zählt die vielen Namen“ (Chor)                                                                | 76-77                                |
| Feuilleton-Walzer, op. 293                                | Sophienbad-Saal 1865. január 24.               | Vol. 10         | I. Akt, Nr. 1b: „Fünf volle Tag, ich sag, fünf Tag, hab seinen Herrn ich nicht gesehen“ (Franziska)                                       | 15-16                                |
| Freikugeln (P.s.), op. 326                                | Prater, Schützen-Halle 1868. július 27.        | Vol. 33         | I. Akt, Finale: (S. 68) „Nein, nein, daraus werd ich nicht klug“ und (S. 72) „Dahinter steckt wohl ein Betrug“ (Ensemble)                 | 68-75                                |
| Freuet Euch des Lebens (W), op. 340                       | Musikverein 1870. január 15.                   | Vol. 1          | II. Akt, Finale: „Ich habe gewonnen, ich habe gesiegt“ (Minister)                                                                         | 117-118                              |
| Geschichten aus dem Wiener Wald]' (W), op. 325 (Walzer 1) | Volksgarten 1868. június 19.                   | Vol. 21         | I. Akt, Einleitung, Instrumental | 6                                    |
| Gut bürgerlich (P.f.), op. 282                            | Redoutensaal der Hofburg 1864. január 26.      | Vol. 26         | II. Akt, Nr. 7: (S. 83) „Ich bin ein echtes Wienerblut ...“ (Gräfin) und (S. 88) „Ich ward ein Mann von Welt“ (Graf)                      | 83, 84, 88                           |
| Jubelfest-Marsch, op. 396                                 | Theater an der Wien 1881. május 10.            | Vol. 15         | III. Akt, Nr. 11, Instrumental | 136-138                              |
| Leichtes Blut (P.s.), op. 319                             | Volksgarten 1867. március 10.                  | Vol. 8          | I. Akt, Nr. 4: (S. 34) „Mir scheint, du willst spassen ...“ (Pepi) und (S. 35) „Draußt in Hietzing“ (Josef-Pepi)                          | 34-38                                |
| Leichtes Blut (P.s.), op. 319                             | Volksgarten 1867. március 10.                  | Vol. 8          | II. Akt, Nr. 9: (S. 97) „Draußt in Hietzing“ (Josef-Pepi) und (S. 101) „Ah, das könnt mir passen, ah mich stehn zu lassen“ (Pepi)         | 97, 101                              |
| Lob der Frauen (P.M.), op. 315                            | Volksgarten 1867. február 17.                  | Vol. 15         | II. Akt, Nr. 11: „Es gibt im Leben oft Momente“ (Gräfin-Minister)                                                                         | 113-115                              |
| Louischen-Polka (P.fr.), op. 339                          | Pavlovszk 1869. szeptember 22.                 | Vol. 26         | II. Akt, Nr. 11: „Es gibt im leben oft Momente“ (Pepi) und (S. 35) „Draußt in Hietzing“ (Josef-Pepi)                                      | 34-38                                |
| Morgenblätter (W), op. 279 (Walzer 1)                     | Sophienbad-Saal 1864. január 12.               | Vol. 10         | I. Akt, Nr. 5: „Grüß dich Gott, du liebes Nesterl“ (Gräfin)                                                                               | 56, 57, 60                           |
| Morgenblätter (W), op. 279 (Introduktion)                 | Sophienbad-Saal 864. január 12.                | Vol. 10         | III. Akt, Nr. 13: „Rasch eine Laube! Ist die da frei?“ (Franziska-Josef)                                                                  | 156                                  |
| Myrthenblüten (W), op. 395 (Walzer 1+2)                   | Redoutensäle der Hofburg 1881. május 7.        | Vol. 10         | I. Akt, Nr. 5: (S. 58) „Wie hab auf dir ich musiziert, armes Spinett“ und (S. 59) „Mein Schlafgemach, es scheint wohl verlassen“ (Gräfin) | 58, 59                               |
| Neu Wien (W), op. 342 (Introduktion)                      | Dianabad-Saal 1870. február 13.                | Vol. 36         | I. Akt, Nr. 3 (Briefszene): „Du lieber Schatz, ich muss dir gestehn“ (Graf-Josef)                                                         | 27, 28                               |
| Neu Wien (W), op. 342 (Walzer 1a)                         | Dianabad-Saal 1870. február 13.                | Vol. 36         | I. Akt, Nr. 3: „Du süßes Zuckertäuberl mein, o komm, o komm zum Stelldichein“ (Graf)                                                      | 28, 29                               |
| Neu Wien (W), op. 342 (Walzer 1b)                         | Dianabad-Saal 1870. február 13.                | Vol. 36         | I. Akt, Nr. 3: „Glaubst du, sie kommt hinaus?“ (Graf)                                                                                     | 30                                   |
| Neu Wien (W), op. 342 (Walzer 1a und Introduktion)        | Dianabad-Saal 1870. február 13.                | Vol. 36         | II. Akt, Nr. 9: „Will später dich dann fragen“ (Graf)                                                                                     | 92, 93                               |
| Newa-Polka (P.f.), op. 288                                | Pawlowsk 1864. szeptember 27.                  | Vol. 41         | II. Akt, Nr. 8: „Als ich ward ihr Mann“ (Graf)                                                                                            | 90                                   |
| Patronessen (P.f.), op. 286                               | Sophienbad-Saal 1864. február 2.               | Vol. 21         | I. Akt, Nr. 5: „Ich kann mich nicht beklagen ...“ (Franziska)                                                                             | 46                                   |
| Postillon d’amour (P.f.), op. 317                         | Volksgarten 1867. március 10.                  | Vol. 43         | I. Akt, Nr. 1 (Entree): „Ich such jetzt da, ich such jetzt dort“ (Josef)                                                                  | 9                                    |
| Rasch in der That! (P.s.), op. 409                        | Sophienbad-Saal 1883 január 29.                | Vol. 23         | I. Akt, Nr. 2: „Grüß Gott, mein liebes Kind! – Gut’n Tag, mein Herr!“ (Graf-Franziska)                                                    | 18-19                                |
| Serail-Tänze (W), op. 5 (Introduktion)                    | Dommayers Casino 1844. november 19.            | Vol. 4          | I. Akt, Nr. 5: „Des Landes Reuss-Schleiz-Greiz Verweser ...“ (Minister)                                                                   | 39-40                                |
| Stadt und Land (P.M.), op. 322                            | Blumensäle der Gartenbau-Ges. 1868. január 19. | Vol. 18         | I. Akt, Nr. 2: „Dann und wann muss man doch auch bei der Frau sein“ (Graf)                                                                | 22                                   |
| Waldine (P.M.), op. 385                                   | Musikverein 1879. december 7.                  | Vol. 11         | I. Akt, Nr. 5: „Ich weiß, was Sie erklären wollen und kann nur Beifall zollen“ (Minister)                                                 | 49                                   |
| Wein, Weib und Gesang (W), op. 333 (Walzer 1)             | Dianabad-Saal 1869. február 2.                 | Vol. 27         | III. Akt, Nr. 13: „Stoß an, stoß an, du Liebchen mein“ (Graf)                                                                             | 160-164                              |
| Wein, Weib und Gesang (W), op. 333 (Walzer 2)             | Dianabad-Saal 1869. február 2.                 | Vol. 27         | II. Akt, Nr. 11: „Die Damen erlauben, dass bekannt ich sie mache“ (Minister)                                                              | 119-122                              |
| Wein, Weib und Gesang (W), op. 333 (Walzer 3a)            | Dianabad-Saal 1869. február 2.                 | Vol. 27         | II. Akt, Nr. 11 (S. 130): „Das ist ein Spaß, das seh ich genau“ (Graf) und (S. 140) „Die Wienerstadt, sie hat ein Symbol“ (Ensemble)      | 130, 131, 140, 141                   |
| Wein, Weib und Gesang (W), op. 333 (Walzer 3b)            | Dianabad-Saal 1869. február 2.                 | Vol. 27         | II. Akt, Nr. 11: „Und ich hab ihn net g'funden, ich bin doch ein Schaf“ (Josef+Ensemble)                                                  | 127-129                              |
| Wein, Weib und Gesang (W), op. 333 (Walzer 4a)            | Dianabad-Saal 1869. február 2.                 | Vol. 27         | III. Akt, Nr. 14: „Schlau und fein! Schlau und fein! Alles will erobert sein!“ (Gräfin)                                                   | 168-171                              |
| Wein, Weib und Gesang (W), op. 333 (Walzer 4b)            | Dianabad-Saal 1869. február 2.                 | Vol. 27         | II. Akt, Nr. 11: „Ha, ha, ha! Halten mich zum Besten da!“ (Ensemble)                                                                      | 132-133                              |
| Wiener Blut (W), op. 354 (Walzer 1a+b)                    | Musikverein 1873. április 22                   | Vol. 32         | II. Akt, Nr. 7: „Wiener Blut, Wiener Blut! Eigner Saft voller Kraft, voller Glut!“ (Graf-Gräfin)                                          | 85-87, 89                            |
| Wiener Blut (W), op. 354 (Walzer 1a)                      | Musikverein 1873. április 22                   | Vol. 32         | III. Akt, Nr. 15: „Wiener Blut, Wiener Blut! Eigner Saft voller Kraft, voller Glut!“ (Ensemble und Chor)                                  | 172-174                              |
| Wiener Blut (W), op. 354 (Walzer 4a)                      | Musikverein 1873. április 22                   | Vol. 32         | II. Akt, Nr. 11: „Ja aber - So schweig! - Ich kenn doch - Sei still!“ (Josef-Pepi)                                                        | 126-127                              |
| Wildfeuer (P.f.), op. 313                                 | Volksgarten 1866. november 18.                 | Vol. 40         | I. Akt, Nr. 4: „Wünsch guten Morgen Herr von Pepi“ (Pepi-Josef)                                                                           | 33                                   |
| Wo die Citronen blühn (W), op. 364                        | Teatro Regio (Torino) 1874. május 9.           | Vol. 2          | I. Akt, Nr. 8: „Was nützt der gute Vorsatz mir?“ (Graf)                                                                                   | 91                                   |